# Kill for a broken heart
Kill for a broken heart is een single van Ben Saunders. Hij bereikte met deze single de nummer 1-positie in de Nederlandse Single Top 100. Kill for a broken heart was bij binnenkomst in de Nederlandse Top 40 de zogenaamde Klapper van de week, Ben Saunders kwam binnen op nummer 4.

## Single
Kill for a broken heart is de officiële debuutsingle van Ben Saunders. Ben Saunders won met deze single de talentenjacht The voice of Holland. De single is uitgegeven onder het label 8ball Music en duurt 03:36. De single werd voor het eerst ten gehore gebracht op 14 januari 2011 tijdens de halve finale van The voice of Holland. Direct na de halve finale bereikte de single de nummer 1-positie in de iTunes-singlechart. De hitnotering van de singles van de kandidaten telden mee in de uiteindelijke finale-uitslag van The voice of Holland. De single van Ben was uiteindelijk de hoogst genoteerde in de hitlijsten, hiermee stond Ben bij aanvang van de finale op de nummer 1-positie in de tussenstand.

## Hitnoteringen

### Nederlandse Top 40
| Hitnotering: 29-01-2011 t/m 26-03-2011 | Hitnotering: 29-01-2011 t/m 26-03-2011 | Hitnotering: 29-01-2011 t/m 26-03-2011 | Hitnotering: 29-01-2011 t/m 26-03-2011 | Hitnotering: 29-01-2011 t/m 26-03-2011 | Hitnotering: 29-01-2011 t/m 26-03-2011 | Hitnotering: 29-01-2011 t/m 26-03-2011 | Hitnotering: 29-01-2011 t/m 26-03-2011 | Hitnotering: 29-01-2011 t/m 26-03-2011 | Hitnotering: 29-01-2011 t/m 26-03-2011 | Hitnotering: 29-01-2011 t/m 26-03-2011 |
| Week:                                  | 1                                      | 2                                      | 3                                      | 4                                      | 5                                      | 6                                      | 7                                      | 8                                      | 9                                      |                                        |
| -------------------------------------- | -------------------------------------- | -------------------------------------- | -------------------------------------- | -------------------------------------- | -------------------------------------- | -------------------------------------- | -------------------------------------- | -------------------------------------- | -------------------------------------- | -------------------------------------- |
| Positie:                               | 4                                      | 4                                      | 7                                      | 7                                      | 16                                     | 22                                     | 26                                     | 36                                     | 40                                     | uit                                    |

### NederlandseSingle Top 100
| Hitnotering: 22-01-2011 t/m 26-03-2011 | Hitnotering: 22-01-2011 t/m 26-03-2011 | Hitnotering: 22-01-2011 t/m 26-03-2011 | Hitnotering: 22-01-2011 t/m 26-03-2011 | Hitnotering: 22-01-2011 t/m 26-03-2011 | Hitnotering: 22-01-2011 t/m 26-03-2011 | Hitnotering: 22-01-2011 t/m 26-03-2011 | Hitnotering: 22-01-2011 t/m 26-03-2011 | Hitnotering: 22-01-2011 t/m 26-03-2011 | Hitnotering: 22-01-2011 t/m 26-03-2011 | Hitnotering: 22-01-2011 t/m 26-03-2011 | Hitnotering: 22-01-2011 t/m 26-03-2011 |
| Week:                                  | 1                                      | 2                                      | 3                                      | 4                                      | 5                                      | 6                                      | 7                                      | 8                                      | 9                                      | 10                                     |                                        |
| -------------------------------------- | -------------------------------------- | -------------------------------------- | -------------------------------------- | -------------------------------------- | -------------------------------------- | -------------------------------------- | -------------------------------------- | -------------------------------------- | -------------------------------------- | -------------------------------------- | -------------------------------------- |
| Positie:                               | 1                                      | 3                                      | 6                                      | 7                                      | 11                                     | 26                                     | 33                                     | 74                                     | 81                                     | 92                                     | uit                                    |

### NPO Radio 2 Top 2000
Kill for a broken heart stond alleen in 2011 in de NPO Radio 2 Top 2000, op plek 1924.